# ألفرد دوفريسن
ألفرد دوفريسن (بالفرنسية: Alfred Dufresne)‏ هو ملحن وكاتب مسرحي فرنسي، ولد في 1822 في أورليان في فرنسا، وتوفي في 18 مارس 1863 في باريس في فرنسا.